# Tour de Polonia 2010
La 67.ª edición del Tour de Polonia, disputado 1 y el 7 de agosto de 2010, contó con un recorrido de 1.256,5 km distribuidos en siete etapas, desde Sochaczew y hasta Cracovia.
La carrera formó parte del UCI World Calendar 2010 como carrera UCI ProTour. 
El ganador final fue Daniel Martin del Garmin-Transitions. Le acompañaron en el podio Grega Bole y Bauke Mollema, respectivamente.
En las clasificaciones secundarias se impusieron Johnny Hoogerland (montaña y metas volantes), Allan Davis (puntos) y Garmin-Transitions (equipos).

## Equipos participantes
Tomaron parte en la carrera 23 equipos: los 18 de categoría UCI ProTeam (al ser obligada su participación); más 4 de categoría Profesional Continental (BMC Racing Team, Cervélo Test Team, Skil-Shimano y Vacansoleil Pro Cycling Team; y una selección de Polonia (con corredores de equipos de los Circuitos Continentales UCI) bajo el nombre de Team Poland Bank BGŻ. Los equipos participantes fueron:
| ProTeams (18)- AG2R La Mondiale - Astana - Caisse d'Épargne - Euskaltel-Euskadi - FDJ - Footon-Servetto - HTC-Columbia - Katusha - Lampre-Farnese Vini - Liquigas-Doimo - Team Milram - Omega Pharma-Lotto - Quick Step - Rabobank - Saxo Bank - Sky - Garmin-Transitions - Team RadioShack Equipos continentales profesionales (4)- BMC Racing Team - Cervélo TestTeam - Vacansoleil - Skil-Shimano translation for headoftableIII_translate index 39 not found- Bank BGŻ |
| |

## Etapas
| Etapa     | Fecha    | Recorrido                          | type                   | Distancia (km) | Ganador            | Líder            |
| --------- | -------- | ---------------------------------- | ---------------------- | -------------- | ------------------ | ---------------- |
| 1.ª etapa | 1 de ago | Sochaczew – Varsovia               | etapa llana            | 175,1          | Jacopo Guarnieri   | Jacopo Guarnieri |
| 2.ª etapa | 2 de ago | Rawa Mazowiecka – Dąbrowa Górnicza | etapa llana            | 240            | André Greipel      | Allan Davis      |
| 3.ª etapa | 3 de ago | Sosnowiec – Katowice               | etapa llana            | 122,1          | Yauheni Hutarovich | Allan Davis      |
| 4.ª etapa | 4 de ago | Tychy – Cieszyn                    | etapa de media montaña | 177,9          | Mirco Lorenzetto   | Mirco Lorenzetto |
| 5.ª etapa | 5 de ago | Jastrzębie-Zdrój – Ustroń          | etapa de montaña       | 149            | Daniel Martin      | Daniel Martin    |
| 6.ª etapa | 6 de ago | Oświęcim – Terma Bukovina          | etapa de montaña       | 228,5          | Bauke Mollema      | Daniel Martin    |
| 7.ª etapa | 7 de ago | Nowy Targ – Cracovia               | etapa de media montaña | 163,9          | André Greipel      | Daniel Martin    |

## Clasificaciones finales

### Clasificación general
| \| Clasificación general \| Clasificación general \| Clasificación general \| Clasificación general \| Clasificación general \| \| Ciclista \| Ciclista \| Equipo \| Tiempo \| \| \| --------------------- \| --------------------- \| --------------------- \| --------------------- \| --------------------- \| \| 1.º \| Daniel Martin \| Garmin-Transitions \| 30 h 38 min 48 s \| \| \| 2.º \| Grega Bole \| Lampre-Farnese Vini \| + 8 s \| \| \| 3.º \| Bauke Mollema \| Rabobank \| + 10 s \| \| \| 4.º \| Michael Albasini \| HTC-Columbia \| + 20 s \| \| \| 5.º \| Alessandro Ballan \| BMC Racing Team \| + 21 s \| \| \| 6.º \| Sylwester Szmyd \| Liquigas-Doimo \| + 26 s \| \| \| 7.º \| Marek Rutkiewicz \| Bank BGŻ \| + 30 s \| \| \| 8.º \| Diego Ulissi \| Lampre-Farnese Vini \| + 30 s \| \| \| 9.º \| Tom Danielson \| Garmin-Transitions \| + 33 s \| \| \| 10.º \| Tiago Machado \| Team RadioShack \| + 41 s \| \| |                   |                     |                  |
| |                   |                     |                  |
| |                   |                     |                  |
| Clasificación general |                   |                     |                  |
| Ciclista | Ciclista          | Equipo              | Tiempo           |
| 1.º | Daniel Martin     | Garmin-Transitions  | 30 h 38 min 48 s |
| 2.º | Grega Bole        | Lampre-Farnese Vini | + 8 s            |
| 3.º | Bauke Mollema     | Rabobank            | + 10 s           |
| 4.º | Michael Albasini  | HTC-Columbia        | + 20 s           |
| 5.º | Alessandro Ballan | BMC Racing Team     | + 21 s           |
| 6.º | Sylwester Szmyd   | Liquigas-Doimo      | + 26 s           |
| 7.º | Marek Rutkiewicz  | Bank BGŻ            | + 30 s           |
| 8.º | Diego Ulissi      | Lampre-Farnese Vini | + 30 s           |
| 9.º | Tom Danielson     | Garmin-Transitions  | + 33 s           |
| 10.º | Tiago Machado     | Team RadioShack     | + 41 s           |

## Evolución de las clasificaciones
| Etapa                   | Vencedor                | Clasificación general Żółta koszulka | Clasificación de la montaña Klasyfikacja górska | Clasificación por puntos Klasyfikacja punktowa | Clasificación de las metas volantes Klasyfikacja najaktywniejszych | Clasificación por equipos Klasyfikacja drużynowa |
| ----------------------- | ----------------------- | ------------------------------------ | ----------------------------------------------- | ---------------------------------------------- | ------------------------------------------------------------------ | ------------------------------------------------ |
| 1.ª                     | Jacopo Guarnieri        | Jacopo Guarnieri                     | Łukasz Bodnar                                   | Błażej Janiaczyk                               | Jacopo Guarnieri                                                   | Sky                                              |
| 2.ª                     | André Greipel           | Allan Davis                          | Marcin Sapa                                     | Błażej Janiaczyk                               | Allan Davis                                                        | Sky                                              |
| 3.ª                     | Yauheni Hutarovich      | Allan Davis                          | Dominique Rollin                                | Błażej Janiaczyk                               | Allan Davis                                                        | Sky                                              |
| 4.ª                     | Mirco Lorenzetto        | Mirco Lorenzetto                     | Johnny Hoogerland                               | Błażej Janiaczyk                               | Allan Davis                                                        | Lampre-Farnese Vini                              |
| 5.ª                     | Daniel Martin           | Daniel Martin                        | Johnny Hoogerland                               | Błażej Janiaczyk                               | Allan Davis                                                        | Garmin-Transitions                               |
| 6.ª                     | Bauke Mollema           | Daniel Martin                        | Johnny Hoogerland                               | Johnny Hoogerland                              | Grega Bole                                                         | Garmin-Transitions                               |
| 7.ª                     | André Greipel           | Daniel Martin                        | Johnny Hoogerland                               | Johnny Hoogerland                              | Allan Davis                                                        | Garmin-Transitions                               |
| Clasificaciones finales | Clasificaciones finales | Daniel Martin                        | Johnny Hoogerland                               | Johnny Hoogerland                              | Allan Davis                                                        | Garmin-Transitions                               |